# Amphicoma purpureus
Amphicoma purpureus is een keversoort uit de familie Glaphyridae. De wetenschappelijke naam van de soort is voor het eerst geldig gepubliceerd in 1947 door Pic.